# Grigori Alexandrowitsch Sannikow
Grigori Alexandrowitsch Sannikow (russisch Григорий Александрович Санников; * 11. September 1899; † 16. Januar 1969 in Moskau) war ein russischer Dichter.
Sannikow war Mitglied der Bolschewiki seit 1917 und in den 20ern einer der Organisatoren der Literatengruppe Kuznitsa („Schmiede“). Er erhielt mehrere staatliche Auszeichnungen.